# Hendrik Hamel
Hendrik Hamel (Gorinchem, 1630 – Gorinchem, 1692) è stato un esploratore olandese.
È il primo europeo che scrisse una descrizione della Corea, pubblicata nel 1668. Quasi dimenticato nel suo paese natale, Hamel è sempre abbastanza conosciuto nella Corea del Sud.

## Biografia
Nel 1653 Hamel, contabile della Compagnia Olandese delle Indie Orientali (VOC), era uno dei 36 sopravviventi al naufragio della nave "Sperwer" (Sparviero) sulla costa dell'isola Jeju. I Coreani non permisero a Hamel e ai suoi compagni di continuare il loro viaggio per Nagasaki in Giappone: i neerlandesi si videro costretti a rimanere nella Corea presso la corte del re, con una certa libertà. Tuttavia, dopo tredici anni, Hamel e sette altri neerlandesi decisero di fuggire verso la base commerciale della VOC a Nagasaki (Deshima).
Il giornale del viaggio di Hamel fu pubblicato nel 1668, e fu per più di due secoli il solo documento conosciuto in occidente che descriveva la Corea.